# Monstera
Monstera kan referera till alla arter i monsterasläktet men vanligtvis avses arten Monstera deliciosa, även kallad Adams revben efter bladens form. Monstera deliciosa är den vanligaste arten av monstera men andra arter förekommer regelbundet i handeln.  
Monstera deliciosa är en växt i monsterasläktet inom familjen kallaväxter och är hemmahörande i Syd- och Mellanamerikas tropiska områden. Växten är en epifyt som klättrar på andra träd för att ta sig upp till solljuset och kan bli uppemot 10 meter hög. Den kännetecknas av ganska säregna och stora flikiga blad, uppemot en halvmeter i diameter. I vilt tillstånd bär den även ananassmakande frukter varav namnet deliciosa.
Man kan ta bort luftrötterna men dessa hjälper till att stabilisera plantan så det är ofta bäst att låta den behålla sina luftrötter. Luftrötterna kan fästa sig hårt vid olika ytor och kan t.ex. fästa sig så hårt på tapeter att det är svårt att ta lös rötterna utan att skada tapeten. Om man väljer att ta bort dem skall man aldrig ta bort alla luftrötter. Man kan även leda ner dem i krukan.
Frukterna är gröna, avlånga och liknar en stor grön omogen grankotte. Fruktköttet är vitt och välsmakande i moget tillstånd, omogen innehåller frukten så mycket oxalsyra att den är oätlig och till och med giftig.
Monstera innehåller ämnen som kan ge sveda i mun och svalg samt lättare magbesvär för katter.

## Sorter
- 'Borsigiana'  - har mindre blad.
- 'Marmorata'  - bladen har oregelbunda gula fläckar.
- 'Variegata'  ('Albo-variegata') - bladen har oregelbundet vita fläckar.
- 'Aurea'  ('Aurea-variegata') - bladen har oregelbundet gula fläckar.[4]

## Synonymer
- Monstera borsigiana Engl.
- Monstera deliciosa var. borsigiana (Engl.) Engl. & K. Krause
- Monstera deliciosa var. sierrana G.S. Bunting
- Monstera lennea K.Koch
- Monstera tacanaensis Matuda
- Philodendron anatomicum Kunth
- Tornelia fragrans Gut. ex Schott nom. illeg.

## I Sverige
Monstera är en av de mer populära krukväxterna i Sverige, dels för att den är ganska lättskött samt att många upplever de stora karaktäristiska bladen som dekorativa. Den kan bära frukt, men gör det sällan inomhus i Sverige.